# Oggi in Spagna, domani in Italia

Carlo Rosselli

"Oggi in Spagna, domani in Italia" è il motto degli antifascisti italiani, ripreso dalla frase "Oggi qui, domani in Italia", pronunciata da Carlo Rosselli a Radio Barcellona, il 13 novembre 1936, in un proclama  con il quale si invitava gli italiani ad accorrere volontari in soccorso del legittimo governo repubblicano spagnolo, minacciato dal colpo di stato di Francisco Franco che aveva dato inizio alla guerra civile .

## Eventi che precedettero la formulazione del discorso

Bandiera della Colonna Italiana

Bandiera del Battaglione Garibaldi, 12ª Brigata Internazionale

Nel 1936 era scoppiata la Guerra civile spagnola tra i militari golpisti comandati dal generale Franco e il legittimo governo repubblicano del Fronte Popolare. Rosselli fu subito attivo nel sostegno alle forze repubblicane, criticando l'immobilismo di Francia e Inghilterra, mentre fascisti e nazisti aiutavano Francisco Franco con uomini e armi agli insorti. Nell'agosto Rosselli ebbe il battesimo del fuoco nei dintorni di Huesca sul fronte di Aragona.
La prima formazione composta da volontari italiani, la Colonna Italiana, fu costituita il 17 agosto 1936 nell'ambito delle Brigate Internazionali. Essa annoverava tra i 50 e i 150 uomini, reclutati fra gli esuli in Francia dal movimento Giustizia e Libertà - di cui Rosselli era il leader - e dal Comitato Anarchico Italiano Pro Spagna. Carlo Rosselli ne era il comandante.
Successivamente il leader di Giustizia e Libertà propose all'ex segretario del PRI, Randolfo Pacciardi, ufficiale decorato nella prima guerra mondiale, la formazione di una legione antifascista italiana sotto il patronato politico dei partiti socialista, comunista e repubblicano e con il concorso delle organizzazioni aderenti al comitato italiano pro Spagna. Il 26 ottobre successivo, Pacciardi firmò a Parigi l'accordo per la formazione del Battaglione Garibaldi e la progressiva confluenza in esso di tutte le formazioni di volontari italiani.
Il celebre discorso radiofonico di Rosselli del 13 novembre 1936 fu quindi un invito agli italiani antifascisti ad accorrere per far parte del Battaglione Garibaldi. Al contempo auspicava che la lotta antifascista in Spagna divenisse una prova generale per sovvertire con le armi il regime fascista in Italia.

## Passaggi fondamentali
In apertura, Rosselli descrive ed esalta il contributo, anche di sangue, già dato dai volontari italiani antifascisti accorsi in Spagna per combattere a fianco della Repubblica.
L'oratore prosegue ricordando come, durante il Risorgimento, gli italiani in esilio, non potendo lottare nel proprio paese – oppresso dall'Austria, dalla Chiesa e dalle dinastie autoritarie - avevano lottato per la libertà degli altri popoli. Ciò, secondo Rosselli, era stato uno stimolo per riacquistare fiducia per la causa italiana. 
Premettendo che, come nel Risorgimento, lo sforzo dei volontari italiani in una terra straniera alimenterà la loro volontà di riscatto, Rosselli pronuncia lo slogan che contrassegna il discorso: "Oggi qui, domani in Italia".
Rosselli prosegue affermando che i nazionalisti non hanno affatto vinto e che, anzi, è in corso una controffensiva repubblicana che ha successo ogni giorno di più. 
Nel discorso dell'uomo politico antifascista non manca un omaggio al “nuovo ordine” instaurato in Spagna dal governo repubblicano, conciliando le più ardite riforme con la libertà e senza rinnegare i valori culturali dell'occidente. 
Dell'attuale esperienza spagnola, secondo Rosselli, ne trarrà guadagno tutta l'Europa ma soprattutto l'Italia, essendo la più vicina ad essa per lingua e tradizioni.
Infine, Rosselli rinnova il suo appello a rinforzare le colonne dei volontari italiani in Spagna, ribadendo che quanto prima si vincerà nella penisola iberica, tanto prima sorgerà in Italia il tempo della riscossa contro la dittatura fascista.

## Riflessi del discorso nella Resistenza italiana
Nel dicembre 1936 in seguito a contrasti con gli anarchici, Rosselli si dimise da comandante della Colonna Italiana e nel gennaio 1937 fondò il Battaglione Matteotti. Il 30 aprile 1937, tale formazione confluì nel Battaglione Garibaldi che si costituì in brigata e le sue compagnie furono elevate al rango di battaglione.
Nel giugno 1937 Rosselli lasciò la Spagna per recarsi a Bagnoles-de-l'Orne per delle cure termali, dove poi fu raggiunto dal fratello Nello.
Il 9 dello stesso mese i due furono uccisi da una squadra di "cagoulards", miliziani della "Cagoule", formazione eversiva di destra francese, su mandato, forse, dei servizi segreti fascisti. Con un pretesto vennero fatti scendere dall'automobile, poi colpiti da raffiche di pistola. Carlo morì sul colpo, Nello (colpito per primo) venne finito con un'arma da taglio.. I corpi vennero trovati due giorni dopo; i colpevoli, dopo numerosi processi, riusciranno quasi tutti a essere prosciolti.
Il 24 settembre 1938, la Brigata Garibaldi fu costretta a sciogliersi, in quanto il primo ministro spagnolo, Juan Negrín, su pressione delle democrazie occidentali impegnate nella politica di non intervento, aveva disposto il ritiro dal fronte di tutti i combattenti non spagnoli. Nel 1939 la guerra civile terminò con la vittoria dei nazionalisti di Franco.
L'idea di Carlo Rosselli che il conflitto spagnolo sarebbe stato un banco di prova per una guerra di liberazione armata contro il fascismo e il nazismo suo alleato si rivelò però esatta.
Le formazioni partigiane comuniste e quelle socialiste, infatti, presero, rispettivamente, il nome di Brigate Garibaldi e di Brigate Matteotti, ricollegandosi idealmente ai battaglioni di volontari italiani in Spagna. Gran parte dei comandanti partigiani (i comunisti Ilio Barontini, Luigi Longo, Alfredo Mordini, Aldo Lampredi, Giovanni Pesce, Mario Ricci, Angelo Rossi e Giuseppe Verginella, i socialisti Pietro Nenni e Aldo Garosci, gli anarchici Giuseppe Bifolchi e Dante Armanetti, il cattolico Ottorino Orlandini, i repubblicani Giorgio Braccialarghe e Ilario Tabarri ) inoltre, avevano preso parte alla Guerra civile spagnola.